# Студенческое радио
Студенческое радио — радиовещание, осуществляемое для студенческой аудитории.
Главным достоинством студенческого радио считается то, что ему не нужно заботиться о рейтинге среди широкой аудитории, узкая группа слушателей всегда поддерживает его. Это почти единственный вид радио, который до сих пор действует не в коммерческих интересах, а в интересах целевой аудитории.
- Комьюнити-радио (англ. community radio) — радиостанция, удовлетворяющая интересы определённого сообщества, объединённого схожестью интересов в той или иной области и существующая на добровольные взносы. Зачастую это молодёжные субкультурные радиостанции. Студенческие станции — это разновидность комьюнити-радио. Студенты активно принимают участие в работе своих радиостанций, обычно профессиональным журналистом там является только шеф-редактор, остальной коллектив — волонтеры из студенческой среды.

Такая станция преследует несколько целей:
1. подготовка профессионального персонала для радио;
2. трансляция образовательных программ;
3. создание альтернативы коммерческим или государственным СМИ;

- Колледж-радио (англ. сampus radio) — это тип радиостанции, политикой на которой управляют студенты университета, колледжа или другого учебного заведения. Колледж-радио считается разновидностью «комьюнити-радио».

Университетские станции сегодня считаются государственными радиостанциями.
Многие студенческие радиостанции в США являются членами радиовещательных сетей, таких, как, например, Национальное общественное радио и его региональные ответвления. Это облегчает не только коммуникацию, поиск музыки и информации, но и частично снимает финансовое бремя. Большинство колледж-станций работает по некоммерческим лицензиям.

## История
Феномен «колледж-радио» возник в США в 1960-х годах, когда FM-вещание только набирало обороты. Самые первые университетские радиостанции передавали новости, спорт, музыку, часто образовательные программы, лекции и т. д.
В конце 1970-х годов наступил кризис студенческого радио, обострилась конкуренция, многие были убеждены, что университетские станции являются «второсортными». Станции были вынуждены пройти техническую модернизацию, которая потребовала больших финансовых затрат. Тогда многим станциям пришлось временно прервать вещание, некоторым — навсегда покинуть эфирное пространство.
Конец 1990-х годов стал расцветом колледж-радио, во многом это связано с возросшей популярностью «колледж рока» (позже ставшего известным как альтернативный рок). Альтернативная музыка была традиционной для колледж-радио, поэтому интерес к музыке автоматически привлек внимание к станциям, которые её транслировали.
На базе многих радиостанций в 90-е годы образовалось кабельное университетское телевидение.
Сегодня большинство университетских станций в Америке отказались от традиционных методов и форматов радиовещания — они экспериментируют в эфире. Американские студенческие станции стали своего рода синонимами креатива, поиска, творческой свободы.

## Распространение

### В США
Сегодня на развитие студенческих радиостанций США студенты передают более 200 млн долларов каждый год. То, что радиостанцию финансирует сообщество, является практикой для общественных СМИ в США.

### В России
Культура студенческих станций в России пока развита мало, хотя имеется достаточноe количество подобных радиостанций. Одной из них является радиостанция, возникшая на базе Уральского государственного университета (Радио УрГУ online). Начавшая своё вещание в стенах университета, но впоследствии была преобразована в профессиональную контент-студию «Вышка», производящую контент для FM-радиостанций по всей стране.